# カガミ (テレビ制作会社)
株式会社カガミは、かつて大阪市に所在した映像制作会社。朝日放送グループホールディングスの関連企業である。旧社名は各務プロダクション（かがみプロダクション）。

## 概要
1957年から、大阪テレビ放送（朝日放送と毎日放送が合弁運営していたテレビ局、現在の朝日放送テレビ）の芸能情報番組の制作に携わっていた創業者の各務眞一は、1960年に有限会社各務プロダクションを設立した。当初は寝屋川市にあったが、朝日放送のテレビスタジオが堂島から大淀南に移動した1966年6月に、朝日放送の社屋に連絡室兼作業室を開設する。連絡室兼作業室は、その後1975年に事務所として大淀南の別の場所に移転した。
その後1985年に資本増強を行い、1986年に株式会社組織となった。1987年に朝日放送の関連会社となり、同社製作のテレビ番組の制作をはじめ、高校野球や京都府の文化財ビデオ、京都市の文化功労者を取り上げた映像の制作などを行っている。2005年10月1日に社名を「株式会社カガミ」と改めた。
2020年12月22日に臨時の株主総会が行われ、2021年1月5日付で、コンテンツ制作事業を「株式会社ベスティ」に引き継ぐとともに、撮影事業を「株式会社アイネックス」に譲渡されることが承認され、60有余年の会社の歴史に幕を閉じることになった。同年12月24日、法人格消滅。

## 制作していた番組
- 朝日放送テレビ系列のニュース番組
  - 報道ステーション
  - おはようコールABC
  - おはよう朝日です
  - ムーブ!
  - ABC NEWSゆう→NEWSゆう+
- バラエティー番組
  - パネルクイズ アタック25
- スポーツ番組
  - 虎バン
  - プロ野球中継（スーパーベースボール）
  - 全国高校野球選手権大会中継
  - 速報!甲子園への道
  - 熱闘甲子園
  - 大相撲マガジン（スカイ・A）
  - 猛虎紳士録（スカイ・A）
  - 楽天わしづかみ（スカイ・A）
  - ABCチャンピオンシップゴルフトーナメント
  - 日本女子プロゴルフ選手権大会コニカミノルタ杯
  - 丹波篠山ABCマラソン大会
- 番組宣伝
  - 公造のアナ⇒公造のいえ⇒公造とアナアナ⇒紗綾さーやるぞ
  - マンスリーABC
- 朝日放送系列以外の番組
  - 歌に乾杯・ゆめ燦々（サンテレビ）
  - That's ばらん（GAORA）